# Associazione Calcio Arezzo 1998-1999
Questa pagina raccoglie le informazioni riguardanti l'Associazione Calcio Arezzo nelle competizioni ufficiali della stagione 1998-1999.

## Stagione
Nella stagione 1998-1999 l'Arezzo disputa il girone A del campionato di Serie C1, con 41 punti ottiene l'undicesimo posto finale. Allenato da Serse Cosmi l'Arezzo disputa un campionato regolare, raccogliendo 22 punti nel girone di andata e 19 punti nel girone di ritorno, chiudendo il torneo in calo ma con tre punti sopra la zona Play-out, che gli permettono di rangiungere l'obiettivo primario di mantenere la categoria. Nella Coppa Italia di Serie C la squadra amaranto disputa il girone I di qualificazione, vincendolo con 8 punti, poi nel doppio confronto dei sedicesimi di finale viene eliminato dal Gualdo.

## Rosa
| N. |                   | Ruolo | Calciatore            |
| -- | ----------------- | ----- | --------------------- |
|    | Italia (bandiera) | D     | Marco Andreotti       |
|    | Italia (bandiera) | C     | Matteo Baiocchi       |
|    | Italia (bandiera) | D     | Davide Barni          |
|    | Italia (bandiera) | C     | Andrea Caverzan       |
|    | Italia (bandiera) | C     | Luca Cerqueti         |
|    | Italia (bandiera) | D     | Andrea Cipolli        |
|    | Italia (bandiera) | D     | Filippo De Mattei     |
|    | Italia (bandiera) | D     | Marco Di Loreto       |
|    | Italia (bandiera) | P     | Luca Ferro            |
|    | Italia (bandiera) | C     | Massimiliano Giacobbo |
|    | Italia (bandiera) | C     | Luigi Giandomenico    |
|    | Italia (bandiera) | C     | Dino Giannascoli      |
|    | Italia (bandiera) | A     | Gabriele Graziani     |
|    | Italia (bandiera) | C     | Luca Grilli           |
|    | Italia (bandiera) | A     | Giuseppe Lorenzo      |
|    | Italia (bandiera) | A     | Alessandro Lupo       |

| N. |                   | Ruolo | Calciatore        |
| -- | ----------------- | ----- | ----------------- |
|    | Italia (bandiera) | C     | Simone Martinetti |
|    | Italia (bandiera) | A     | Frederic Massara  |
|    | Italia (bandiera) | D     | Rudy Mearini      |
|    | Italia (bandiera) | C     | Omar Menchetti    |
|    | Italia (bandiera) | C     | Vasco Morelli     |
|    | Italia (bandiera) | D     | Stefano Mundula   |
|    | Italia (bandiera) | C     | Luigi Pagliuca    |
|    | Italia (bandiera) | A     | Corrado Pilleddu  |
|    | Italia (bandiera) | D     | Valeriano Recchi  |
|    | Italia (bandiera) | C     | Maurizio Rinino   |
|    | Italia (bandiera) | D     | Samuele Sacchetti |
|    | Italia (bandiera) | D     | Federico Smanio   |
|    | Italia (bandiera) | D     | Gabriele Spinelli |
|    | Italia (bandiera) | A     | Simone Spinelli   |
|    | Italia (bandiera) | P     | Michele Tardioli  |
|    | Italia (bandiera) | A     | Riccardo Zampagna |

## Risultati

### Campionato

#### Girone di andata
| Arbitro: | Ardito (Bari) |

|               |           |  |
| De Simone 33’ | Marcatori |  |

| Arbitro: | Morganti (Ascoli Piceno) |

|  |           |                                                |
|  | Marcatori | 3’ Matteazzi 35’ (rig.) Menchetti 49’ Polidori |

| Arbitro: | Zaltron (Bassano del Grappa) |

|                      |           |                                       |
| Nordi 62’ Zirafa 66’ | Marcatori | 10’ Andreotti 60’ Morelli 73’ Mearini |

| Arezzo 27 settembre 1998 4ª giornata | Arezzo          | 0 – 0 | Montevarchi | Stadio Città di Arezzo\| Arbitro: \| Maselli (Lucca) \| |
| Arbitro:                             | Maselli (Lucca) |       |             |                                                         |

| Arbitro: | Ambrosino (Torre del Greco) |

|  |           |                             |
|  | Marcatori | 16’ Pantano 90+4’ Ricchiuti |

| Arbitro: | Campofiorito (Chiavari) |

|              |           |                       |
| Visentin 61’ | Marcatori | 90+2’ (rig.) Caverzan |

| Arbitro: | Belloli (Bergamo) |

|                             |           |                    |
| Caverzan 6’ G. Spinelli 35’ | Marcatori | 90+3’ De Silvestro |

| Arbitro: | Morganti (Ascoli Piceno) |

|            |           |  |
| Arioli 30’ | Marcatori |  |

| Arbitro: | N. Ayroldi (Molfetta) |

|                                  |           |             |
| Pilleddu 16’ Caverzan 43’ (rig.) | Marcatori | 24’ M. Sala |

| Arbitro: | Ciulli (Roma) |

|             |           |              |
| Geraldi 80’ | Marcatori | 57’ Giacobbo |

| Arbitro: | Lion (Padova) |

|                                  |           |  |
| Pilleddu 10’ Caverzan 28’ (rig.) | Marcatori |  |

| Arbitro: | Cavuoti (Vasto) |

|                                          |           |             |
| Vincioni 55’ (rig.) Brescia 70’ Losi 82’ | Marcatori | 69’ Morelli |

| Arbitro: | Manari (Teramo) |

|              |           |  |
| Giacobbo 65’ | Marcatori |  |

| Arbitro: | Cavuoti (Vasto) |

|                 |           |  |
| S. Barone 90+1’ | Marcatori |  |

| Arbitro: | Niccolai (Livorno) |

|                           |           |                           |
| Giacobbo 64’ Pilleddu 81’ | Marcatori | 36’ Ferronato 47’ Bazzani |

| Arbitro: | Dattilo (Locri) |

|                               |           |              |
| Milanetto 7’ O. Damiani 90+1’ | Marcatori | 83’ Giacobbo |

| Arbitro: | Cirone (Palermo) |

|                          |           |           |
| Massara 25’ Pilleddu 29’ | Marcatori | 18’ Memmo |

#### Girone di ritorno
| Arbitro: | Ferone (Terni) |

|                |           |                          |
| Pilleddu 90+3’ | Marcatori | 16’ Verolino 46’ Birarda |

| Arbitro: | Evangelista (Avellino) |

|                                 |           |             |
| Polidori 10’, 90+1’ Benfari 88’ | Marcatori | 33’ Massara |

| Arezzo 24 gennaio 1999 20ª giornata | Arezzo           | 0 – 0 | Cittadella | Stadio Città di Arezzo\| Arbitro: \| Strocchia (Nola) \| |
| Arbitro:                            | Strocchia (Nola) |       |            |                                                          |

| Montevarchi 31 gennaio 1999 21ª giornata | Montevarchi            | 0 – 0 | Arezzo | Stadio Gastone Brilli Peri\| Arbitro: \| Alario (Civitavecchia) \| |
| Arbitro:                                 | Alario (Civitavecchia) |       |        |                                                                    |

| Arbitro: | Papini (Perugia) |

|             |           |  |
| Bonaldi 63’ | Marcatori |  |

| Arezzo 21 febbraio 1999 23ª giornata | Arezzo                      | 0 – 0 | SPAL | Stadio Città di Arezzo\| Arbitro: \| Girardi (San Donà di Piave) \| |
| Arbitro:                             | Girardi (San Donà di Piave) |       |      |                                                                     |

| Arbitro: | Strocchia (Nola) |

|              |           |                          |
| Lunardon 11’ | Marcatori | 4’ Massara 41’ Di Loreto |

| Arbitro: | Evangelista (Avellino) |

|                                                 |           |  |
| Giandomenico 23’ Pilleddu 49’, 50’ Zampagna 73’ | Marcatori |  |

| Arbitro: | Micoli (Tivoli) |

|            |           |                  |
| Natali 57’ | Marcatori | 44’ Giandomenico |

| Arbitro: | Papini (Perugia) |

|                                                |           |                                     |
| Massara 47’ Recchi 60’ Zampagna 64’ Rinino 84’ | Marcatori | 42’ Stancanelli 72’, 90+2’ Manfreda |

| Arbitro: | Saccani (Mantova) |

|                             |           |  |
| Corradini 61’ Cherubini 73’ | Marcatori |  |

| Arbitro: | Verrucci (Fermo) |

|                    |           |  |
| Massara 74’ (rig.) | Marcatori |  |

| Arbitro: | Rossomandro (Salerno) |

|                          |           |  |
| O. Brevi 67’ Bonazzi 73’ | Marcatori |  |

| Arbitro: | Lombardi (Lanciano) |

|              |           |           |
| Zampagna 53’ | Marcatori | 82’ Buscè |

| Arbitro: | Strocchia (Nola) |

|                 |           |              |
| Zago 66’ (rig.) | Marcatori | 71’ Pagliuca |

| Arbitro: | Battaglia (Messina) |

|                                |           |                             |
| Massara 16’ (rig.) Lorenzo 44’ | Marcatori | 2’ (rig.) Salvi 58’ Saudati |

| Arbitro: | Benedetto (Messina) |

|                                           |           |             |
| G. Ferrari 51’ (rig.) De Angelis 57’, 76’ | Marcatori | 15’ Morello |

### Coppa Italia di Serie C

#### Girone I
| Arbitro: | Borelli (Roma) |

|             |           |              |
| Maretti 77’ | Marcatori | 47’ Graziani |

| 26 agosto 1998 2ª giornata |  | – Turno di riposo Arezzo |  |  |

| Arbitro: | Micoli (Tivoli) |

|                              |           |  |
| S. Spinelli 50’ Giacobbo 83’ | Marcatori |  |

| Arbitro: | D'Agostini (Frosinone) |

|                             |           |                              |
| F. Mattioli 68’ G. Lisi 75’ | Marcatori | 58’ Graziani 89’ G. Spinelli |

| Arbitro: | Ferone (Terni) |

|                               |           |                |
| Giacobbo 2’ Graziani 39’, 61’ | Marcatori | 46’ Fioravanti |

#### Sedicesimi di finale
| Arbitro: | Ciulli (Roma) |

|                           |           |                               |
| Pilleddu 14’ Giacobbo 62’ | Marcatori | 59’ Magnani 77’, 85’ Micciola |

| Arbitro: | Semeraro (Taranto) |

|                                      |           |  |
| D. Ricci 19’ Costantino 45+2’ (rig.) | Marcatori |  |